# Залізобактерії

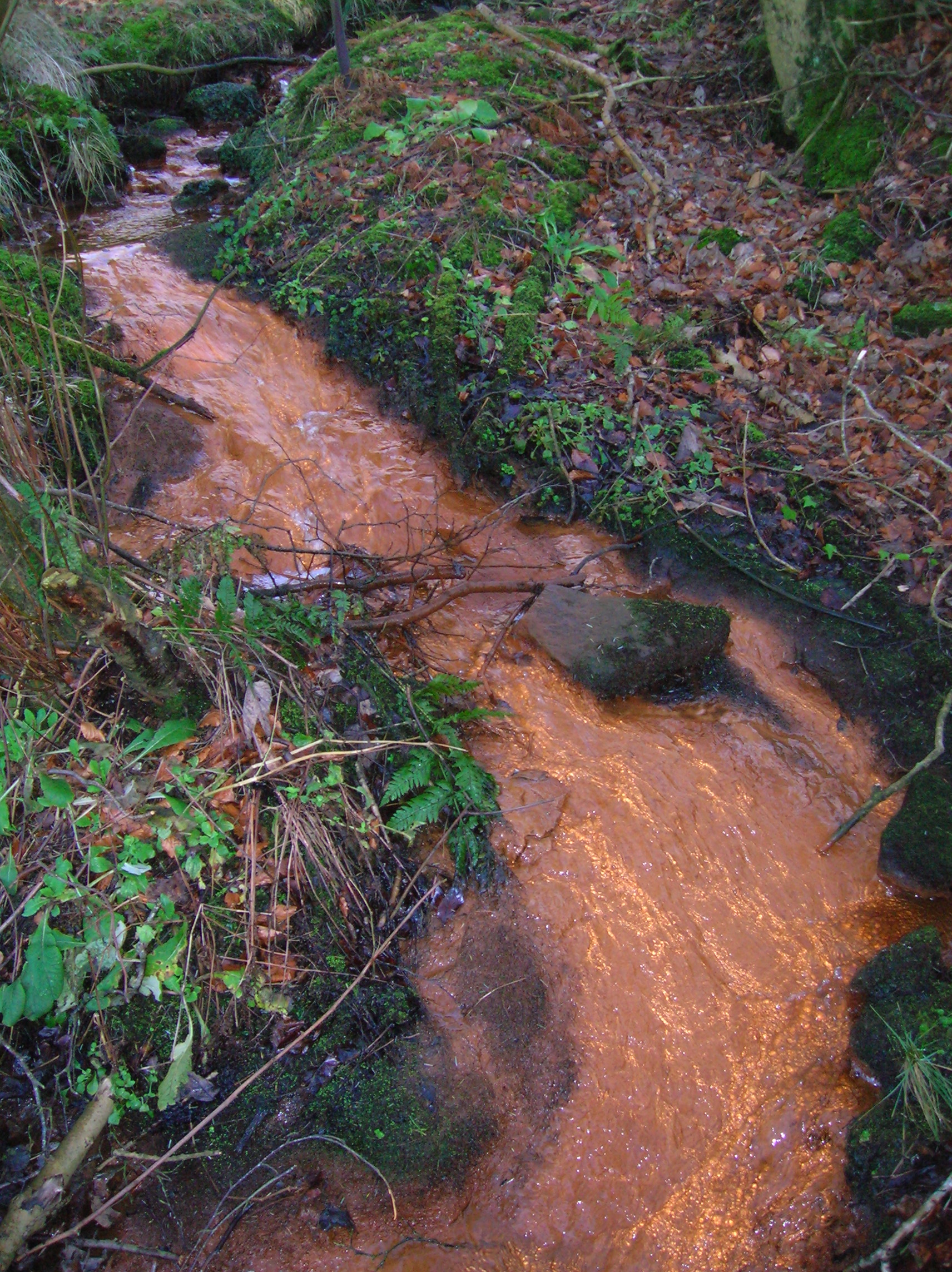
Струмок із залізобактеріями в Шотландії.

Залізобактерії — бактерії, здатні окислювати двовалентне залізо (Fe 2+) до тривалентного (Fe 3+) і використовувати звільнену при цьому енергію для засвоєння вуглецю з вуглекислого газу або карбонатів.
Вони надзвичайно широко поширені як в прісних, так і в морських водоймах, відіграють велику роль в круговороті заліза в природі. Завдяки їх життєдіяльності на дні боліт і морів утворюється величезна кількість відкладених руд заліза і марганцю. Окислення протікає в такий спосіб:
{\displaystyle {\mathsf {4Fe(HCO_{3})_{2}+O_{2}+2H_{2}O\longrightarrow 4Fe(OH)_{3}+8CO_{2}}}}
В ході цієї реакції виділяється мало енергії, тому залізобактерії окислюють велику кількість двовалентного заліза.
Деякі залізобактерії є літоавтотрофами.

## Історія
Залізобактерії були відкриті в 1836 році німецьким науковцем Крістіаном Ернбергом. Ця група мікроорганізмів довго залишалася загадкою. Сам автор нічого певного про знайдені ним мікроби сказати не міг, а в 1843 році оголосив, що це водорості.
Пізніше ними зацікавився український мікробіолог Сергій Миколайович Виноградський. Він в 1888 році і назвав цю групу залізобактеріями.
Acidithiobacillus ferrooxidans були відкриті в 1950 році (під назвою Thiobacillus ferrooxidans), в подальшому їх використовували в промисловості для виробництва міді.